# Can Casas (l'Hospitalet de Llobregat)
Can Casas, antiga casa Macari Golferichs, és un edifici modernista situat al carrer Major de l'Hospitalet de Llobregat (Barcelonès). Està protegit com a bé cultural d'interès local.

## Descripció
És un edifici entre mitgeres que consta de planta baixa i dos pisos amb teulada a doble vessant que té el carener paral·lel a la façana principal. A la planta baixa s'obren dues grans portes d'arc de mig punt fetes en maó; el parament d'aquest pis està arrebossat i imita carreus de pedra. Entre la planta baixa i el primer pis hi ha una franja de ceràmica amb diferents motius i que fa servir els colors blau, groc, verd i blanc; aquesta mateixa franja es repeteix en la separació entre el primer i el segon pis. Al primer pis es troben dues finestres dobles fetes amb arcs escalonats i en l'espai que queda enmig dels dos arcs de cada finestra hi ha una placa de ceràmica, a més a més, una motllura llisa emmarca cada finestra. En aquest pis el parament és de maó vist. El segon pis és igual al primer.
Entre les finestres del primer pis hi ha una imatge en ceràmica de la Verge de Montserrat.

## Història
L'edifici és de l'any 1904 promogut per Macari Golferichs i Losada. En origen era de planta baixa i un pis però en una remodelació posterior es va afegir la segona planta.